# Organización territorial de Etiopía

Subdivisiones de Etiopía. Las líneas más oscuras indican regiones, las líneas más claras zonas y las líneas blancas distritos.

Etiopía está dividida administrativamente en cuatro niveles: kililoch (regiones), zonə (zonas), woredas (distritos) y kebeles (municipios o vecindades). Desde 2020 el país comprende doce regiones[cita requerida] y dos ciudades independientes de nivel federal (Adís Abeba y Dire Dawa); por debajo de este nivel se encuentran las zonas, woredas y por último las administraciones vecinales: kebeles.
La división administrativa de Etiopía ha cambiado varias veces en el curso del siglo XX. Existe en su forma federalista actual desde 1995. La estructura descentralizada de Etiopía se remonta a varios reinos dentro del antiguo imperio, que existió hasta la ocupación italiana en 1936.

## Estructura
La estructura federal actual de Etiopía fue introducida por la coalición gobernante FDRPE con la nueva constitución de 1995, y la división descrita aquí ha existido desde 2020. Divide el país en doce regiones o estados (kililoch, singular: kilil o kǝllǝl, ክልል) y dos ciudades independientes (astedader akababiwoch; singular: astedader akababi). Las regiones se subdividen en 85 zonas. Las zonas constan de unas 765 woredas o distritos, que a su vez se dividen en kebeles. Algunos kebeles forman ciudades. En algunos lugares, se introdujeron niveles administrativos aún más profundos por debajo del kebele; Según los críticos, esto también sirve para fortalecer el control de la alianza gubernamental FDRPE sobre la población.
La Constitución garantiza a las regiones amplios poderes. Las regiones pueden formar su propio gobierno y promulgar su propia organización democrática en el marco de la constitución federal. Cada región tiene su propio parlamento, en el que los diputados de los distritos son elegidos directamente. Los parlamentos regionales tienen los poderes legislativos y ejecutivos correspondientes para regular los asuntos internos de los estados. El artículo 39 de la constitución etíope, al menos en teoría, otorga a cada región el derecho a separarse de Etiopía (derecho de secesión).
Las regiones se dividieron de acuerdo con criterios étnicos, y los grupos étnicos más grandes recibieron cada uno su propia región. Esta división también se conoce como federalismo étnico. Se juzga de manera diferente dentro de Etiopía, así como en la investigación sobre la historia y la política del país: según sus defensores, garantiza la autodeterminación de los pueblos etíopes y, al mismo tiempo, evitó una desintegración del país por los movimientos de independencia de varios grupos étnicos. Los opositores al federalismo étnico, por otro lado, argumentan que debilita la unidad nacional. La alianza opositora Qinijit, que incluye principalmente partidos amáricos, rechaza por lo tanto esta clasificación. Las Fuerzas Democráticas Etíopes Unidas, por otro lado, como la segunda gran coalición de oposición, que está anclada principalmente en el grupo étnico oromo, aboga por una mayor federalización.
La investigación apoya la conclusión de que ha habido una "etnicización" de la política en diferentes áreas y que las relaciones entre los grupos étnicos han cambiado, por ejemplo, entre los guji y otros grupos oromo y diferentes pueblos de la región de las naciones, nacionalidades y pueblos del sur, o entre subgrupos de los oromo y somalíes.

## Divisiones administrativas

### Kililoch

Regiones de Etiopía.

El primer nivel de división administrativa de Etiopía son las regiones (kililoch; singular - kilil), o alternativamente Estado regional. La Constitución de Etiopía de 1995 estableció las regiones basadas en territorios etnolingüísticos. Anteriormente, este "nivel" se llamaba provincia, y aunque muchos de los nombres de provincias antiguas y regiones nuevas son los mismos, las entidades no son idénticas y las palabras región y provincia no son intercambiables. A partir de 2023, existen doce regiones.
1. Afar
2. Amhara
3. Benishangul-Gumaz
4. Gambela
5. Etiopía Central
6. Etiopía Meridional
7. Harar
8. Oromía
9. Sidama
10. Somalí (Ogadén)
11. Pueblos del Suroeste
12. Tigray

Además, hay dos ciudades chárter independientes (astedader akababiwach, singular - astedader akabibi) que están al mismo nivel que una región:
1. Adís Abeba
2. Dire Dawa

En relación con la región de los Pueblos del Sur, la constitución reconoce a las siguientes naciones, nacionalidades y pueblos: Airde, Alaba, Arbore, Bencho, Besketo Burji, Bodi, Busa, Dawro, Dime, Disenech, Dizi, Gamo, Gaweda, Gedeo, Gidole, Gnangatamo, Gobeze, Gofa, Gurage Gidicha, Hadiya, Hamer, Kembata Keficho, Konso, Konta, Kore (Amaro), Male, Melón, Mursi, Minit, Nao, Ori, Surma, Sidamo, Shekoch Sheko, Tenbaro Chara, Tsemai, Wolaita, Zeise y Zelman Yem.

### Zonas administrativas

Zonas administrativas de Etiopía.

Las regiones se subdividen en 85 zonas administrativas, las cuales se subdividen en woredas, o distritos. Estos últimos, a su vez, se subdividen en kebeles, o municipalidades.
El número de zonas varía, pero la mayoría de las regiones tienen entre seis y doce zonas. La región más grande, Oromía, tiene más de 20 zonas y las dos regiones más pequeñas no tienen ninguna. Hay algunas ciudades que se configuran como zonas especiales, como la Zona Especial de Bahir Dar en la región de Amhara. El equivalente anterior a una zona se llamaba awrajja, y muchas zonas hoy en día se denominan igual que su awrajja anterior, pero los términos zona y awrajja no son intercambiables.
Las zonas y woredas de Etiopía, por región, son:
- Zonas y woredas de la Región Afar
- Zonas y woredas de la Región Amhara
- Zonas y woredas de la Región Benishagul-Gumaz
- Zonas y woredas de la Región Gambela
- Zonas y woredas de la Región Oromía
- Zonas y woredas de la Región Somalí
- Zonas y woredas de la Región de los Pueblos del Sur
- Zonas y woredas de la Región Tigray

### Woredas
Las zonas se dividen en woredas (distritos). En Etiopía, las woredas comprenden tres órganos principales: un consejo, uno ejecutivo y uno judicial. El Consejo de Woreda es el órgano de gobierno supremo del distrito y está formado por representantes elegidos directamente de cada kebele de las woredas. El representante del pueblo en cada kebele es responsable ante su electorado. La administración principal de la woreda es el órgano ejecutivo del distrito que abarca al administrador distrital, al administrador adjunto y al jefe de las principales oficinas ejecutivas sectoriales de la woreda, que en última instancia son responsables ante el administrador distrital y el consejo distrital. Las tareas cuasijudiciales corresponden a la administración de seguridad y justicia. Además de las woredas, las administraciones de las ciudades se consideran al mismo nivel que estas. La administración de una ciudad tiene un alcalde elegido por los miembros del consejo de la ciudad. Dado que las diferentes constituciones regionales rigen las woredas, los nombres de los organismos pueden diferir.

### Kebele
Woredas se dividen en kebele, municipios. Esta es la división administrativa más pequeña. Esto a veces también se llama tabia o tabiya. Están a nivel de barrio y son el contacto principal para la mayoría de los ciudadanos etíopes. Su unidad administrativa consta de un consejo electo, un gabinete (comité ejecutivo), un tribunal social y el personal de desarrollo y seguridad. Los kebeles son responsables ante sus consejos de woreda y normalmente son responsables de brindar educación básica, atención primaria de la salud, agricultura, agua y caminos rurales.

## Subdivisiones históricas

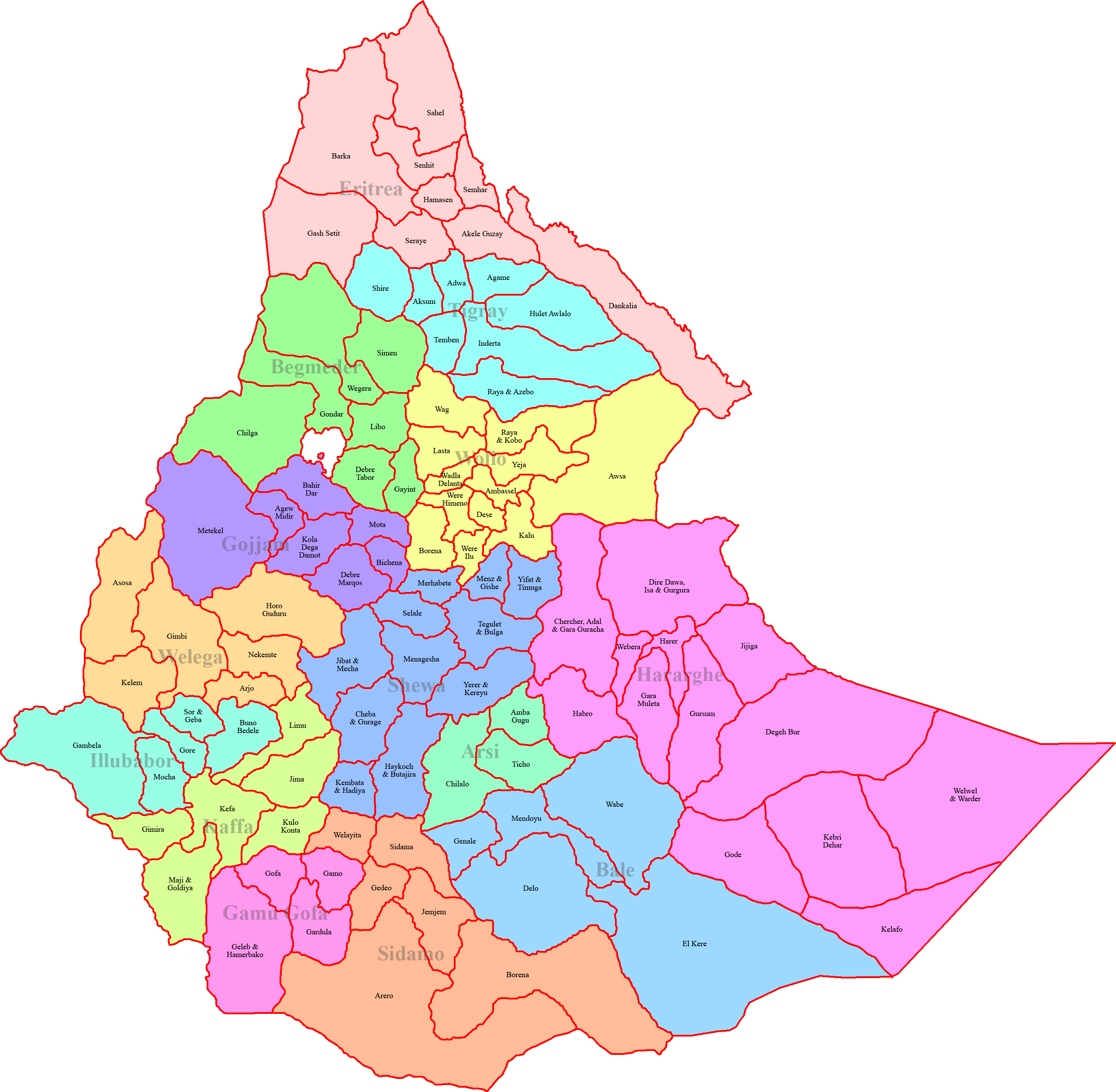
Antiguas provincias y awrajjas (incluye el territorio de Eritrea).

Antes de la Constitución de 1995, Etiopía se dividía en provincias, y éstas se subdividían en awrajjas, luego en woredas y luego en sub-woredas. En ocasiones, los límites se volvieron a trazar y el número de provincias varió a lo largo del tiempo. Las awrajja eran subdivisiones de provincias y eran el equivalente aproximado del término actual de zonas. Después de la Constitución de 1995, los términos provincia y awrajja se sustituyeron por los términos región y zona, si bien no son completamente equivalentes.